# Darvas Szilárd
Darvas Szilárd (Budapest, Ferencváros, 1909. november 27. – Budapest, 1961. március 9.) magyar költő, humorista, konferanszié; a második világháború előtt Szarvas Dénes álnéven jelentek meg humoros írásai. A legsokoldalúbb magyar írók egyike.

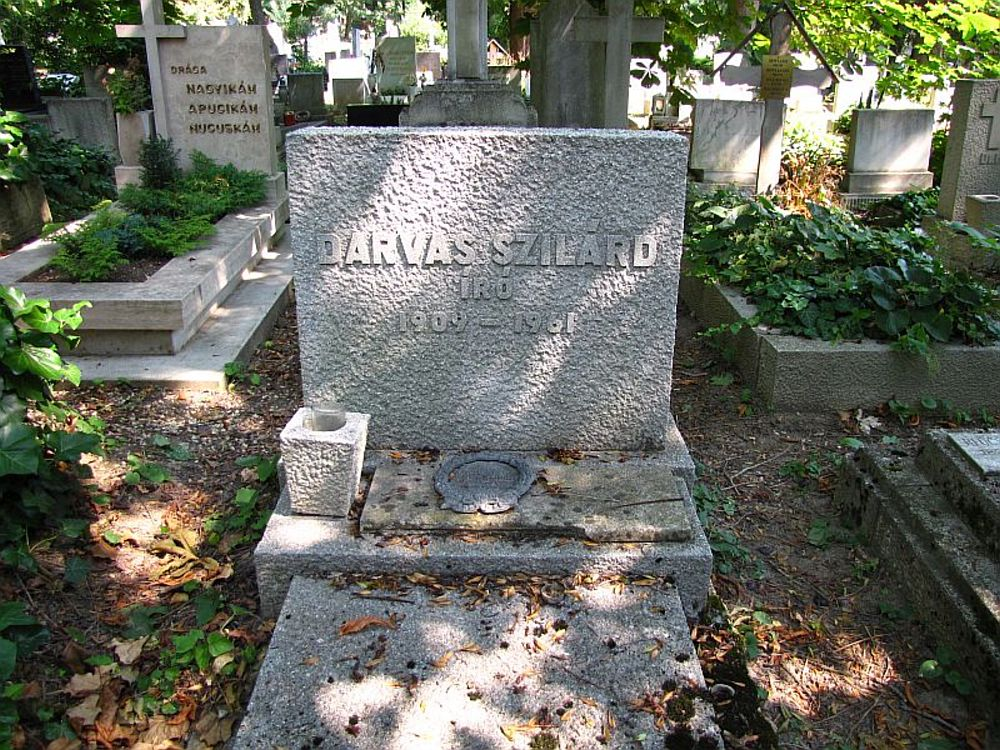
Sírja a Farkasréti temetőben (1/4-2-24).

## Életpályája
Darvas Marcell László (1855–1919) magánhivatalnok és Valdinger Lujza fia. Nyomdásznak tanult. Már fiatalon jelentek meg versei a Szép Szóban, a Korunkban és a Magyar Csillagban. 1942-től katona, 1943-ban a Katakomba – két keresztény beszélget háborúellenes verséért hadbíróság elé állították (nem ítélték el), 1944-ben katonaszökevény.
A háború után kezdett el újságírással foglalkozni. 1945-től publikált a Szabadságban és 1947-től a Ludas Matyiban is. Ez utóbbiban munkatárs és felelős szerkesztő (1947–48) is volt. Írásai megjelentek a Világosságban, az Igaz Szóban később az Esti Hírlapban is.
Az alkatától idegen volt a vezetői, főnöki szerep. Az 1950-es évek elejétől szabadúszó. Nagyon gyorsan és sokat dolgozott, terjedelmes életművének jelentős része másfél évtized produktuma. Vezetett kabarészínházat (Szabad Száj, Ludas Matyi). Több száz humoreszk mellett írt forgatókönyvet, színdarabot, bábjátékot, kabaréjelenetet, sanzont, táncdalt és nem utolsósorban konferanszokat. Ez utóbbi tevékenységével lett az ország egyik legnépszerűbb művésze. Fellépett a Vidám Színpadon, a Kamara Varietében és a Budapest Varietében is. Állandó szereplője volt a rádiónak. Gádor Béla, Kellér Dezső, Brachfeld Siegfried és Vajkó mellett a szombat esti (Jót nevettünk, Tarka barka) és a szilveszteri kabarék konferansziéja volt. Kellér Dezső és Gádor Béla fanyar humora mellett, ő harsányságával is kitűnt. Gádorral találták ki, de ő vitte sikerre a slágermagyarázatot. Napjainkban ez egyik legtöbbet idézett száma.
Az induló Magyar Televízió „bölcsőjénél” még ott lehetett. Közreműködője volt az 1960-as szilveszteri műsornak; 1961-ben Mindenki gyanús címmel kabaré összeállítást készített. Halála után, 1963-ban tűzték műsorra a Történelmi kabarét. Dalszerzői munkásságáról 1972-ben a Sanzonról-sanzonra című műsorral emlékeztek meg.
Fiatalon, ötvenegy éves korában halt meg, igazolva ezzel szállóigévé lett állítását: „Feltaláltam a rövid élet titkát.”

## Családja
Fiai Darvas László újságíró-tipográfus és Darvas Ferenc zeneszerző, zongoraművész. Unokái: Darvas Benedek és Darvas Kristóf sokoldalú zenészek. Édesapjukhoz, Darvas Ferenchez hasonlóan számos színházi előadás zeneszerzői, közreműködői. Kristóf tagja a Specko Jedno együttesnek, Benedek pedig a Vasárnapi gyerekek formációnak.

## Művei
Darvas Szilárd

Hír a dzsungelből 

(Martialis új strófáiból)
Kokó, a főmajom s az esnapuri tigris,

akik Hamburgban bámulták a rácsot,

az őserdőbe tegnap visszaszöktek

s egybehívták az ormányfőtanácsot.
Kezdete reggel, a vége végtelen,

a gyűlés tárgya: embervédelem.

### Verseskötetek
- Ember az óramutatón. Versek; Tipográfiai Műintézet, Budapest, 1934
- Ördögsziget. Jegyzetek az Istenről, a szerelemről, a világról és rólam, aki e világban élek; szerzői, Budapest, 1939
- Ne hagyjatok! Versek; Szépirodalmi, Budapest, 1962

### Prózai munkák
- Tánc a kép körül (1930)
- Darvas Szilárd–Dolmány János: Hogy mondják oroszul? Magyar-orosz beszélgetések szójegyzékkel; Danubia, Budapest, 1943
- Mackó pajtás elindul; ill. Szűr-Szabó József; Athenaeum, Budapest, 1950 (Athenaeum)

### Humoreszkek
- A csodálatos papagáj. Irodalmi karikatúrák; ill. Szűr-Szabó József; Athenaeum, Budapest, 1947
- Ugyanaz viccben (1950)
- Tréfás kalauz. Szatírák és humoreszkek; ill. Szür-Szabó József; Szépirodalmi, Budapest, 1955
- Nevetni is lehet! Szatírák és humoreszkek; ill. Réber László; Szépirodalmi, Budapest, 1959
- Bizisten nem kötekedem. Humoreszkek és irodalmi paródiák; vál. Kajetán Endre, ill. Kaján Tibor; Magvető, Budapest, 1961 (Vidám könyvek)
- Hogy köhögjünk, mit köhögjünk…?; bev. Feleki László, ill. Réber László; Magvető, Budapest, 1967
- A Patyomkinnál fogok jelentkezni; Magvető, Budapest, 1987
- Legenda az örökkévalóságról; ill. Felvidéki András; Akadémiai, Budapest, 2009 ISBN 978-963-05-8811-9[16]

### Sanzon- és táncdalszövegek
Az ISWC szerzői adatnyilvántartásban 46 bejegyzése található, legtöbbjük zeneszerzőként azonosítja.
- Kombiné (Majorossy Miklós Aladár–Szenes Andor)
- Régi szép idők; Önzetlenség (Hajdu Júlia)
- Liliom presszó (Csanak Béla)
- Glauziusz bácsi dala (Kerekes János)
- Nem wurlitzer a verkli (Tamássy Zdenko)
- Én nem akarok minden áron férjhez menni (Tamássy Zdenko)
- Én mellettem elaludni nem lehet (Polgár Tibor)
- A kis Yvett (Tardos Péter)

### Filmforgatókönyvek
- Állami Áruház (szerzőtársak: Barabás Tibor, Gádor Béla, Szenes Iván) (1952)
- Dollárpapa (1956)
- Felfelé a lejtőn (szerzőtárs: Királyhegyi Pál) (1958)

### Színházi munkái
- Operett-, zenésjáték-librettók
  - Állami Áruház (társszerzők: Barabás Tibor, Gádor Béla; zeneszerző: Kerekes János – 1951). Az ISWC szerzői adatnyilvántartásban Darvas Szilárd zeneszerzőként (compositeur) szerepel.
  - Igaz mese (zeneszerző: Hajdu Júlia – 1953)
  - Lopni sem szabad (társszerző: Királyhegyi Pál; zeneszerző: Stark Tibor)[17]
  - Leányvásár (átdolgozta)
  - Lili bárónő (átdolgozta, író, szövegíró)
  - Nebántsvirág (fordító)
  - A ház közbeszól (zenés rádiójáték, társszerzők: Királyhegyi Pál és Tamássy Zdenkó)
- Bábszatírák
  - Szigorúan bizalmas (társszerző: Gádor Béla – 1954)
  - Szerelmes Istenek[18] (társszerző: Gádor Béla – 1955)
  - Az ember komédiája (társszerző: Királyhegyi Pál – 1957)
  - Elhajolni tilos (társszerzők: Simándi József bábművész, Szenes Iván – 1959)

## Kép és hang
- Legenda a nő teremtéséről
  - Előadó: Haumann Péter
  - Koltai Róbert
- Glauziusz bácsi dala. Előadó: Feleki Kamill
- Én nem akarok minden áron férjhez menni Előadó: Psota Irén
- Összeveszítő tárgyalás
- Nagyapától unokáig. NÉPSZABADSÁGONLINE

## Elismerései
Az ország egyik legnépszerűbb művészének – a források szerint – több mint másfél évtizedes, sikert-sikerre halmozó pályafutását kitüntetéssel nem ismerték el…

### Születésének centenáriuma
Nem csak életében illették kevés elismeréssel. Születésének századik évfordulójáról elfelejtkezett minden vezető napilap. A Magyar Rádió kéthetes késéssel, december 13-án, az Esti séta című irodalmi műsor keretében emlékezett meg róla, Vlaszits Sarolta beszélgetett fiával, Darvas Ferenccel. A műsor szerkesztője Marton Éva volt.
Az MTI Darvas Szilárdról szóló anyagát csak internetes platformok vették át. Az Akadémia Kiadó válogatást jelentetett meg, a Mikroszkóp Színpad a könyvbemutatójának adott helyet. A Magyar Televízió több műsorban is megemlékezett róla.

### Emlékezés
Idézetek Molnár Gál Péter esszéjéből
„… Totalitárius rendszerben humoristának lenni nem életbiztosítás. Vagy az állását veszti el, vagy a humorát. Ha szélsőségesen foglal állást, állástalan marad. Ha meglapul: humortalan lesz. Kormánypárti humorista olyan, akár a fogatlan cirkuszi oroszlán. Darvas Szilárd nemcsak virgonc szellem volt, de eszes újságíró is. Tudta: hány lépés a határ. És határmezsgyén járását éles nyelvvel csak úgy tudta elviselni, ha védőitallal élt.”
„… Korán belehalt könnyedségének látszatába. Nem bírt sokáig béklyókban repülni. Korán elfelejtette az irodalmi élet. Formaérzékenységére, kritikai szellemére, jellemző erejére mustrába néhány sor álljon itt A pesti Villon című hármas paródiából. Egyszerre jellemzi Faludy Villon-átköltéseit és Berda Józsefet.”
Vidám Nekrológ Szegény

Nagyétkű Berda József Poétáról
Testvér, ha egyszer messzi tájra tévedsz,

Ahol az Ister piszkos vize zúg,

hol minden reggel panamára ébredsz,

szóval, ha egyszer arra visz az út,

s a rossz vizet undorral földreköpve,

pirosló orrod habzó borba túr,

egy bús varázs megejt, tudom, örökre,

mert itt írt verset Berda Jóska úr,

a pantallója két araszra vágva,

alul gatyája ki-kiütközött,

s a sanda nőszemeknek kapzsi vágya

a csábos térden visszatükrözött,

ha két ebéddel éhgyomorra végzett,

a szaftba mártva mind a két kezit,

a sok burzsuj ijedten összenézett,

mind azt hitte, hogy ő következik.
Gálvölgyi János írja a centenárium alkalmából megjelent kötet előszavában.

| „ | … gyerek voltam és ott nyaraltam szüleimmel, ahol Ő. Tudtam, hogy Ő-Ő, mert mondták, mert hallottam a rádióban, fényképét láttam az újságban. Lestem, ahogy rágyújt egy újabb cigarettára, kávét iszik, megigazítja szemüvegét, vagy azon a jellegzetes hangján beszélget valakivel. Napi programom volt az Ő megfigyelése. Felnőtt fejjel, füllel rajongtam érte. A költészetéért – amelyről keveset tudnak –, irodalmi paródiáiért, konferanszaiért. Ő nem előadott, hanem beszélgetett a közönséggel. Egy konferanszié szerepe rövidre szabott. Ő ezt biztosan tudta, mert nem akart hosszan szerepelni az életnek nevezett kabaré színpadán. | ” |
|   | |   |

## Érdekesség
Darvas Iván színész eredeti neve is Darvas Szilárd volt.